# Giorgio Bellettini
Giorgio Bellettini (Bolonha, 5 de maio de 1934) é um físico italiano.